# Iglesia del Salvador (Plasencia)
La iglesia del Salvador es un templo parroquial católico ubicado en la ciudad española de Plasencia, en la provincia de Cáceres.
Tiene su origen en el siglo XIII y su estilo es fundamentalmente románico, aunque cuenta con adiciones góticas posteriores. Su aspecto actual data de una reconstrucción completa de la nave que tuvo lugar en el siglo XVIII, tras sufrir en 1774 el hundimiento de su techumbre. Se ubica en la plaza homónima, en el norte del barrio de Intramuros, y da nombre al vecino postigo del Salvador de la muralla; el lugar en el que se sitúa tiene un cierto desnivel, por lo que se accede a sus tres portadas por escaleras y las laterales están separadas de la vía pública por atrios elevados.
El edificio es candidato a bien de interés cultural desde 1982.

## Historia y descripción

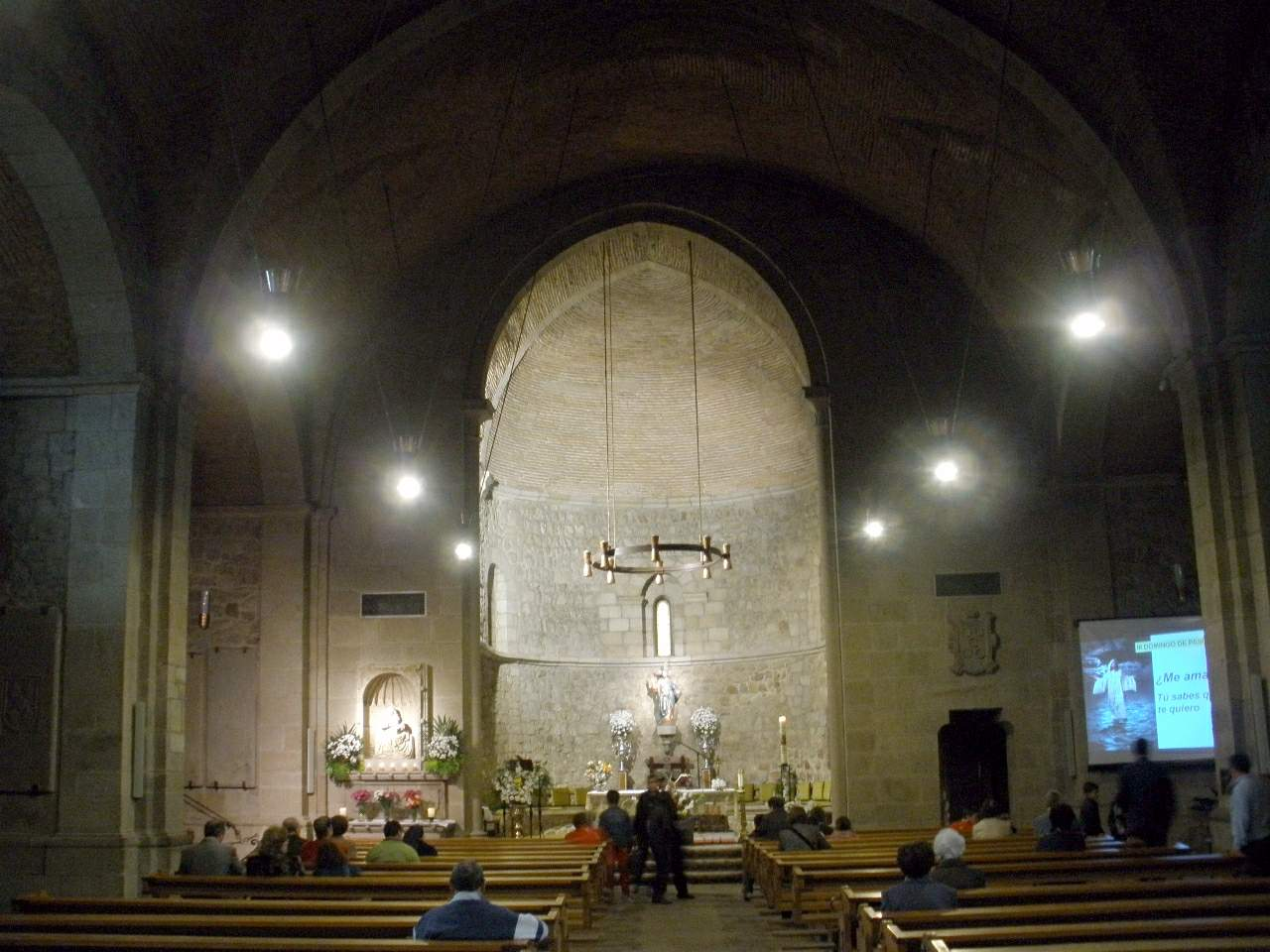
Interior del templo

La fábrica es de mampostería y sillería. El ábside es semicircular y lleva canecillos lisos. Estos detalles, más un ábside que hay del lado de la epístola y que solamente es visible por el interior, indican que esta iglesia fue originariamente románica, de tres naves, debiendo haber sido construida en el siglo XIII, aunque posteriormente fue evolucionando en sus reconstrucciones hacia el estilo gótico. A su origen medieval debe pertenecer la puerta del sur que muestra archivoltas apuntadas lisas sobre capiteles de hojas estilizadas y simétricas; las otras dos portadas son modernas y sencillas. El lado correspondiente al dicho ábside de la epístola lo ocupa la torre, que es cuadrada.
El ábside del evangelio desapareció, y su espacio y algo más está ocupado por la sacristía. Por el lado sur, junto a la torre, hay una construcción cuadrada con remate octogonal y canecillos: es una capilla con bóveda gótica de crucería, promovida a principios del siglo XVI por Hernán López de Moreta y su esposa Inés de Trejo. La capilla mayor se halla desfigurada respecto a su forma original, pero se aprecia que el arco triunfal apuntado determina una bóveda también apuntada, de cañón, ligeramente abocinada, que une con la del ábside, y sus muros están decorados con arquerías. La nave, hoy única y ancha, es una reconstrucción del siglo XVIII, con pilares, arcos de medio punto y bóvedas de lunetos; esta reconstrucción se debió a que 1774 se había derrumbado la cubierta anterior. En torno al año 1968, tuvo lugar la última gran restauración del edificio, con modificación importante de algunos elementos arquitectónicos.
El interior del templo es principalmente austero. Entre sus imágenes destacan una de la Virgen del Puerto de alabastro de finales del siglo XV, así como una talla de madera policromada del siglo XVI de la Virgen de la Piedad del escultor local Alonso Hipólito, conocido por haber trabajado con Luis de Morales en el retablo de la iglesia parroquial de la Asunción de Arroyo de la Luz. En la iglesia hay enterramientos de la familia noble Moreta, que para ello construyeron su citada capilla lateral, y también es conocida por albergar los restos del obispo Cipriano Calderón Polo, fundador de la edición en castellano de L'Osservatore Romano.

## Uso actual
Desde el punto de vista eclesiástico, la iglesia del Salvador es sede de una de las once parroquias activas actualmente en la ciudad y pertenece al arciprestazgo de Plasencia de la diócesis de Plasencia. Es uno de los templos placentinos que albergan misa todos los días.